# Cratere Savich
Savich  è un cratere sulla superficie di Marte.